# Peter Adkison
Peter D. Adkison es uno de los fundadores y jefe ejecutivo de la empresa Wizards of the Coast (1992 - 2001) así como un profesional de la industria de ocio.
Durante su participación en  Wizards of the Coast, la empresa se convirtió en una de las principales editoriales de la industria de ocio. El principal éxito de Wizards fue el lanzamiento al mercado, en 1993, de Magic: the Gathering, un juego de cartas coleccionables de gran éxito. También comenzó la distribución del juego de cartas de Pokémon y posteriormente adquirió las licencias del juego de rol Dungeons & Dragons, publicando en 2000 la tercera edición del juego.
Peter Adkison es el propietario actual de la licencia de las Gen Con, la principal convención anual de juegos de rol. En enero de 2001 Adkison vendió Wizards of the Coast a Hasbro. Desde 2005 forma parte de Hidden City Game, propietarios de Bella Sara, un juego de cartas coleccionables para chicas.
Peter Adkison ha sido durante mucho tiempo un fan de los juegos de rol, y en los últimos años ha mostrado su apoyo a los juegos de rol independientes. Su participación directa en el mundo del rol incluye The Primal Order, un sistema de juego genérico.

## Biografía
Cuando era niño, a Adkison le encantaban los juegos de estrategia y en 1978 jugó su primera partida de Dungeons & Dragons que le atrajo de inmediato. En 1981 creó una campaña de Dungeons & Dragons llamada Chaldea, que continúa dirigiendo actualmente. Según reconoce, en el año 2002 estaba dirigiendo dos campañas de Dungeons & Dragons y jugando en tres. Disfruta jugando a diversos juegos, incluyendo Magic: the Gathering, Twitch, Los colonos de Catán, Robo Rally, La llamada de Cthulhu, Vampiro: la mascarada y La leyenda de los cinco anillos.
Desde 2005 está casado con Melissa Reis Adkison.

## Carrera
Peter Adkison recibió un título de Ciencias en Ciencias Informáticas del Walla Walla College en 1985. También tiene un máster de Administración de Empresas de la Universidad de Washington. Desde 1985 a 1991 trabajó como analista de sistemas para Boeing.
Mientras trabajaba para Boeing participó en la fundación de Wizards of the Coast. Con el éxito mundial de Magic: the Gathering comenzó a trabajar plenamente para Wizards of the Coast. Como ejecutivo, presidió la adquisición de la editorial TSR, Inc. Según el diseñador de juegos Ed Stark, Adkison dijo: «Mirad, los juegos informáticos son el futuro de los juegos de rol. Tenemos que participar en ello.»
En enero de 2001, Peter Adkison vendió Wizards of the Coast a Hasbro y se declaró "semirretirado", dedicándose a la escalada y a "pasar el rato". En mayo de 2002, Adkison purchased Gen Con from Hasbro, which he had been attending since 1992. Adkison afirma que siempre «le han encantado» las Gen Con.
En 1999 la revista Pyramid nombró a Peter Adkison una de las personas más influyentes del milenio en el ámbito de los juegos de aventuras.
Desde el año 2005 es el director Ejecutivo de Hidden City Games, editores del juego de cartas coleccionable para chicas "Bella Sara." Desde 2013 ha creado una empresa de producción llamada Hostile Work Environment LLC.